# Шулики
Шулики (также укр. ломанці) — традиционное блюдо украинской кухни во время Медового Спаса. Порезанные на небольшие кусочки пшеничные коржики, залитые разведённым мёдом вместе с перетёртым в макитре маком.

## Приготовление
Хорошо взбить целое яйцо и замесить на нем тесто, доливая водой и посыпая помытым маком.
Раскатать тонкие коржики и запечь в духовке. Растереть в неглазурованной макитре мак, досыпая сахар и доливая понемногу воды, пока не возьмётся молоком. Тогда развести холодной водой, можно с мёдом, заправить сахаром по вкусу, мелко наломать коржики и размешать с перетёртым маком.
Постные — тесто для коржиков замешивается на воде.

## В литературе
О шуликах у Котляревского в « Энеиде»:
«Тут їли розниї потрави,
І все з полив’яних мисок,
І самі гарниї приправи
З нових кленових тарілок:
Свинячу голову до хріну
І локшину на переміну,
Потім з підлевою індик;
На закуску куліш і кашу,
Лемішку, зубці, путрю, квашу
І з маком медовий шулик».

## Галерея
- Елена Щербань рассказывает о Маковее и шуликах

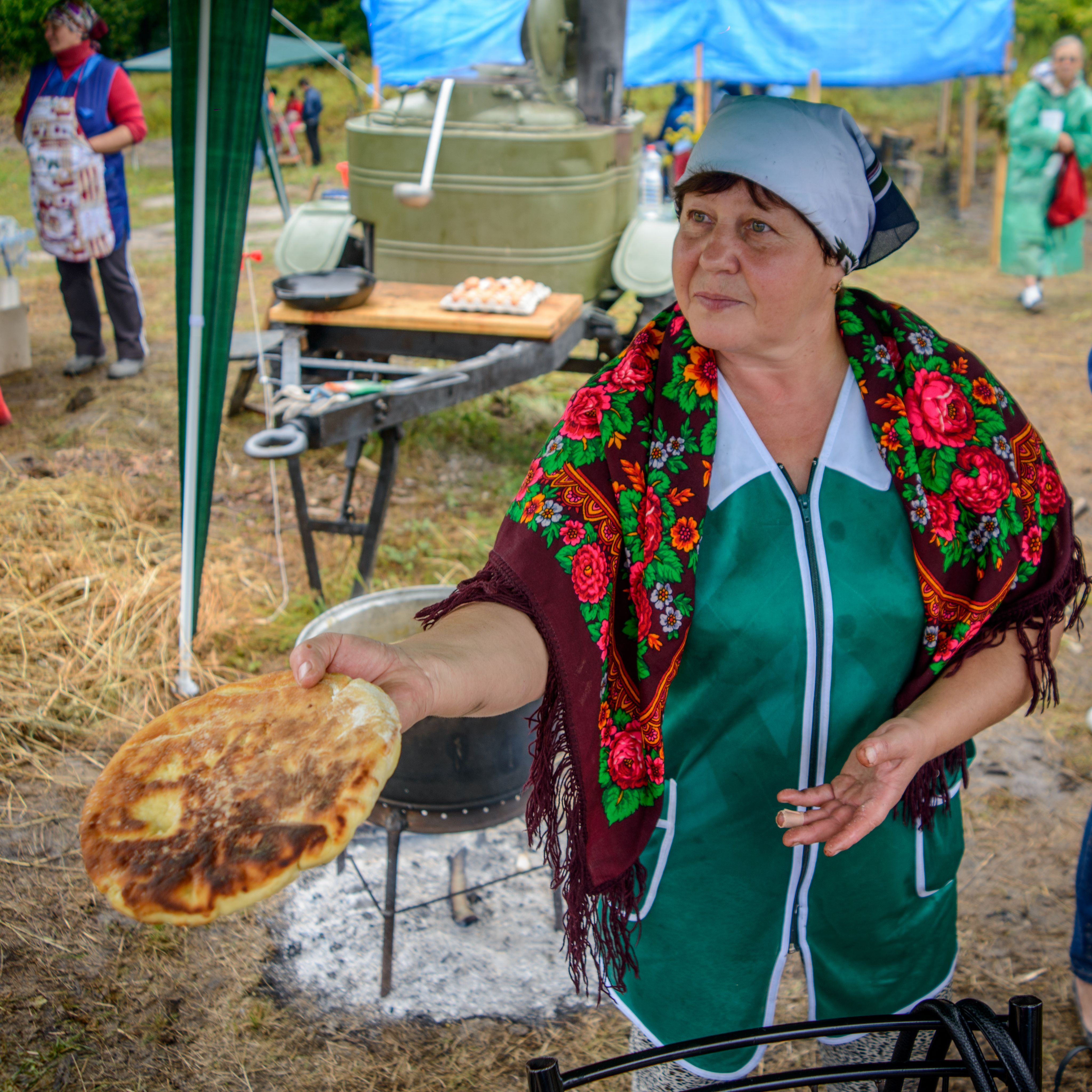
Корж для шуликов
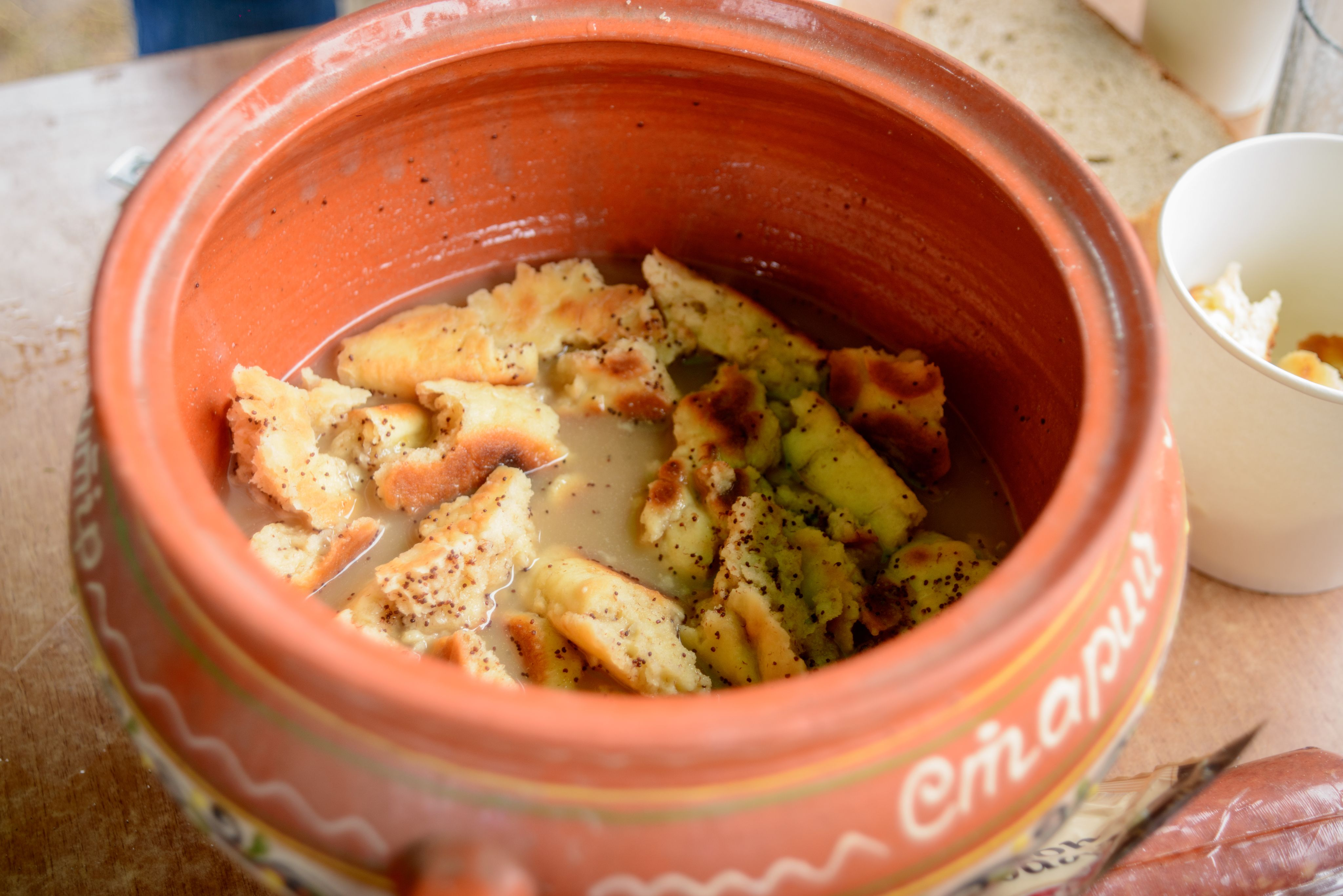
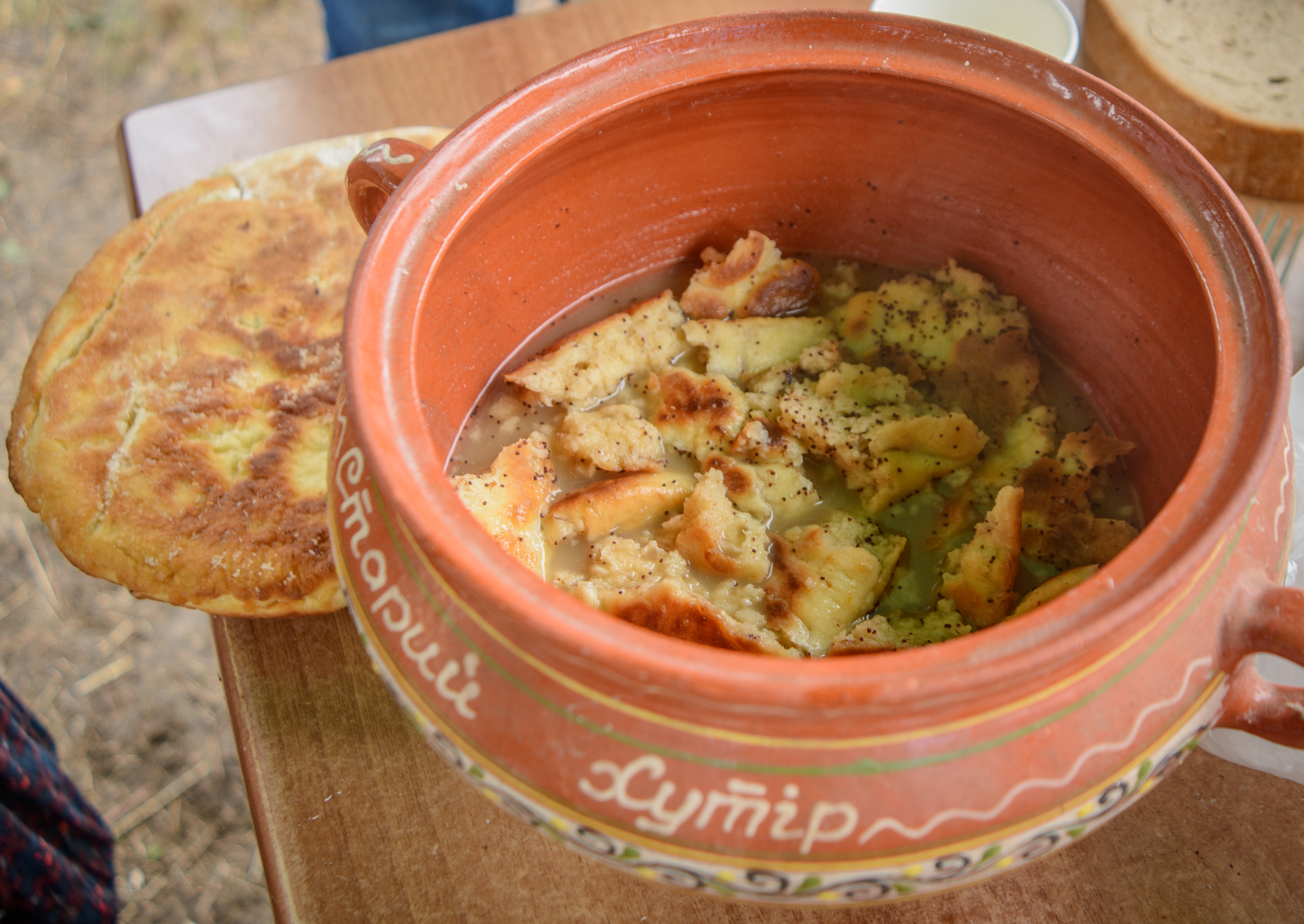

- Коржи для шуликов
- Коржи для шуликов